# IGBM
Madrid Stock Exchange General Index (IGBM) to indeks giełdowy spółek notowanych na Giełdzie Papierów Wartościowych w Madrycie (Madris Stock Exchange, Bolsa de Madrid). Bazą jest 100 punktów 31 grudnia 1985 roku.

## Skład indeksu
- Abengoa(inne języki) SA
- Aldeasa SA
- Amper SA
- Asturiana de Zinc(inne języki) SA
- Avanzit SA
- Banco de Andalucia(inne języki) SA
- Banco de Valencia(inne języki) SA
- Banco Guipuzcoano(inne języki) SA
- Banco Pastor(inne języki) SA
- Befesa Medio Ambiente SA
- Campofrio Alimentacion(inne języki) SA
- Compania Espanola de Petroleos SA
- Corporacion Mapfre SA
- Dinamia SA Dogi International Fabrics SA (formerly Dogi SA)
- Filo SA
- Grupo Catalana Occidente(inne języki) SA
- Duro Felguera(inne języki) SA
- Hidroelectrica del Cantabrico SA
- Koipe SA
- Mecalux SA
- Metrovacesa(inne języki) SA
- Nicolas Correa SA
- Obrascon Huarte Lain(inne języki) SA
- Recoletos Grupo de Comunicacion SA
- Sacyr Vallehermoso SA (formerly Vallehermoso SA)
- Service Point Solutions SA (formerly Grupo Picking Pack SA)
- Sociedad General de Aguas de Barcelona SA
- Transportes Azkar(inne języki) SA
- Uralita(inne języki) SA
- Viscofan(inne języki) SA